# Nuevo San Martín (Piura)
Nuevo San Martín es un caserío peruano ubicado en el distrito de Cura Mori, perteneciente a la provincia y departamento de Piura, al norte del Perú. 

## Ubicación
Nuevo San Martín se ubica al oeste de la provincia de Piura, en el distrito de Cura Mori, en el departamento de Piura.

## Demografía
En 2017 Nuevo San Martín tenía una población de 67 habitantes.